# Устрики Горішні
Устрики Горішні (пол. Ustrzyki Górne) — село в Польщі, у гміні Літовищі Бещадського повіту Підкарпатського воєводства.
Населення — 89 осіб (2011).

## Розташування
Розташоване в південно—східному куті Польщі, в східній частині Західних Бескидів у долині Волосатки при впадінні кількох приток, на перехресті автошляхів № 897 та № 896, неподалік кордону з Україною.

## Історія

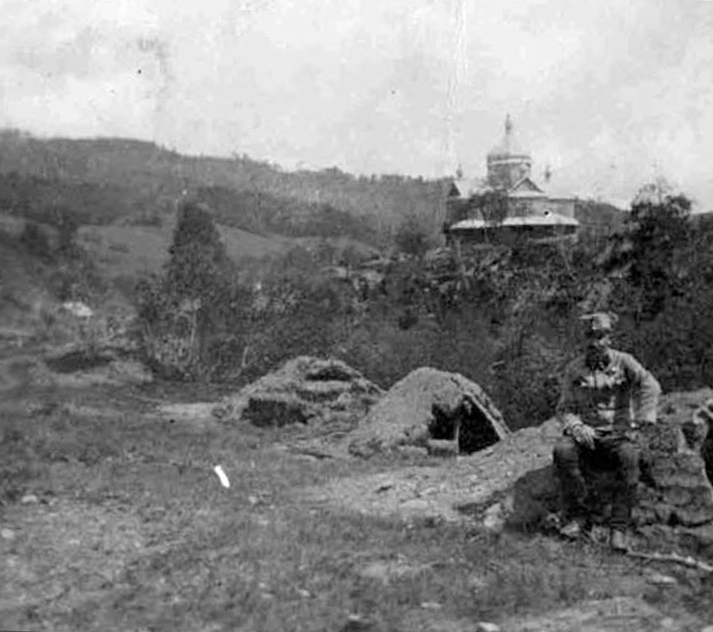
Устрики Горішні в під час Першої світової війни, на дальньому плані - церква архангела Михаїла, побудована у 1905, знищена у 1950-х роках

Уперше згадується у 1529 році, закріпачене за волоським правом коло 1537  р. Кмітами.
В 1701 р. село було пограбоване бекидниками, а мешканців забради в полон. В 1709 р. село спалене шведами. 
На початку XX ст. в селі був збудований тартак та прокладена вузькоколійна залізниця до Соколик.
На початку 1915 р. тут точилися запеклі бої Першої світової війни за Бескидський і Ужоцький перевал, від яких дуже потерпіло село.
В селі була парафіяльна дерев’яна церква святого Михаїла, збудована в 1908 р. В 1936 в селі було 476 греко-католиків, парафія належала до Лютовиського деканату Перемишльської єпархії
27 вересні 1944 р. Червона армія захопила село. Протягом 1945-1947  рр. НКВД повністю знищило село попри опір сотні Біра. Жителі вивезені в СРСР, частина  — в Сибір, решту — поляки в операції «Вісла» на понімецькі землі.
У 1975-1998 роках село належало до Кросненського воєводства.

## Туризм

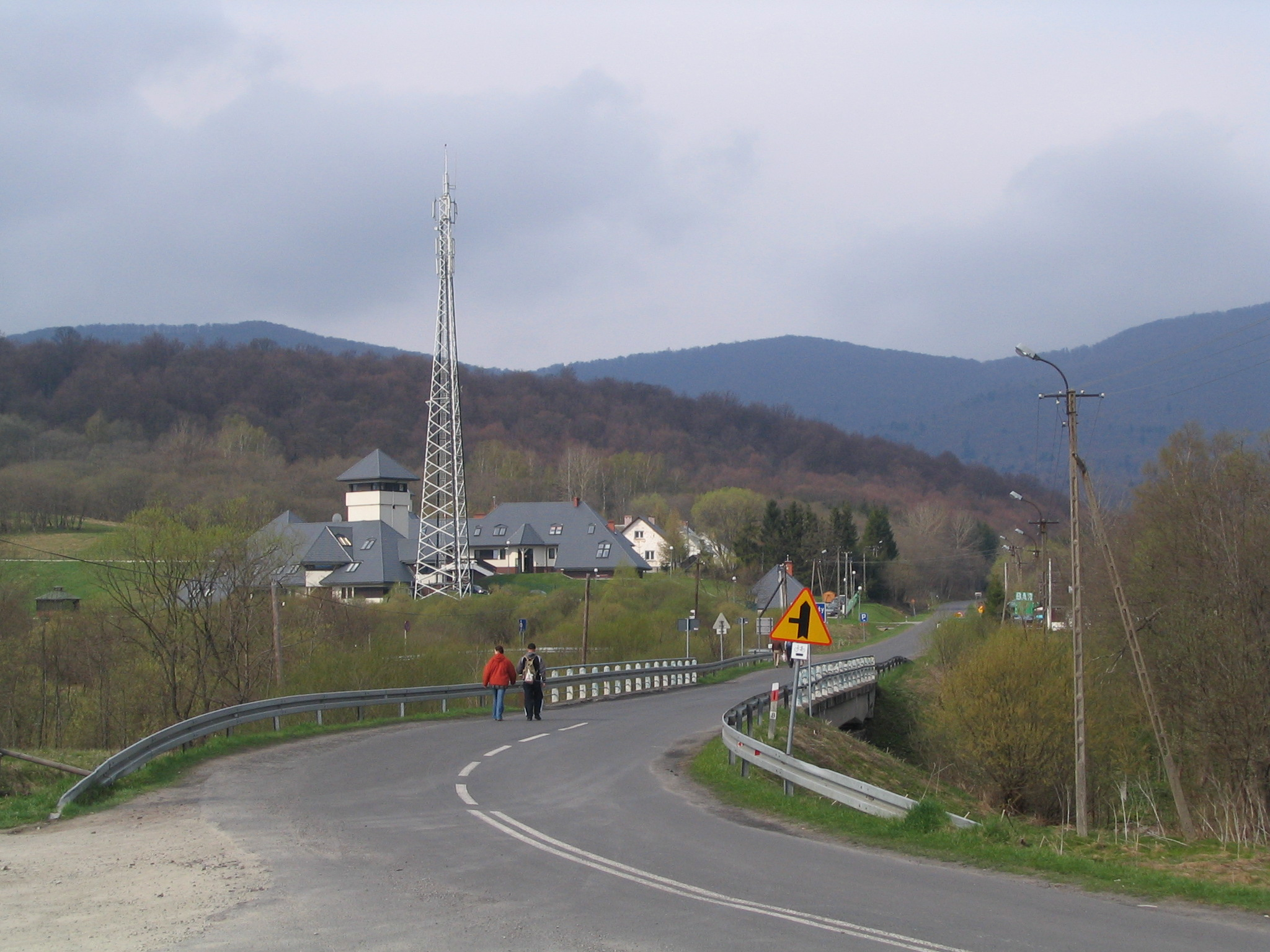
Виїзд із села в бік Ветлини, з видом на частину прикордонників (2006 р.)

Село є центром туризму у високогірській частині Бещад.

### Культурні пам'ятки
- римо-католицький костел св. Анни з 1985 року
- музей гірського туризму

## Демографія
У 1921 році село нараховувало 68 хат та 428 осіб, з яких
- греко-католики — 341,
- євреї — 56,
- римо-католики — 21.

В 1939 в селі проживало 680 мешканців, з них 600 українців-грекокатоликів, 20 українців-римокатоликів, 20 поляків і 40 євреїв.
У 1991 році в селі проживало 90 осіб а у 2004 році — 114 осіб, зараз тут постійно проживає приблизно 100 осіб.
Демографічна структура станом на 31 березня 2011 року:
|          | Загалом | Допрацездатний вік | Працездатний вік | Постпрацездатний вік |
| -------- | ------- | ------------------ | ---------------- | -------------------- |
| Чоловіки | 50      | 7                  | 38               | 5                    |
| Жінки    | 39      | 9                  | 25               | 5                    |
| Разом    | 89      | 16                 | 63               | 10                   |